# Hosea (Vorname)
Hosea ist ein hebräischer Vorname biblischer Herkunft. Er bezeichnet dort den Propheten Hosea.
Hosea bedeutet: „[der HERR/Gott] hat gerettet“.

## Namensträger
- Hosea Ballou (1771–1852), US-amerikanischer Theologe
- Hosea Chanchez (* 1981), US-amerikanischer Schauspieler und Sänger
- Hosea Gear (* 1984), neuseeländischer Rugby-Union-Spieler
- Hosea Jacobi (1841–1924), langjähriger Oberrabbiner von Zagreb und  religiöser Führer der Juden in Kroatien
- Hosea Kutako (1870–1970), traditioneller Führer der in Namibia lebenden OvaHerero
- Hosea Moffitt (1757–1825), US-amerikanischer Jurist und Politiker
- Hosea Washington Parker (1833–1922), US-amerikanischer Politiker
- Hosea Ratschiller (* 1981), österreichischer Kabarettist und Moderator
- Hosea H. Rockwell (1840–1918), US-amerikanischer Politiker
- Hosea Townsend (1840–1909), US-amerikanischer Politiker